# Коктел (филм из 1988)
Коктел (енгл. Cocktail) је драмски љубавни филм из 1988. са Томом Крузом, Брајаном Брауном и Елизабет Шу у главним улогама. 
У филму, он је талентовани бармен који проналази љубав док ради у бару у Јамајци.

## Радња
Брајан Фланаган се враћа из војске, пун је амбиција и предстоји му да започне каријеру на Волстриту. Међутим, момка свуда одбијају, послодавцима треба диплома. После неколико неуспешних покушаја, преко огласа за посао добија посао у бару на Менхетну. У ресторану за пиће упознаје искусног бармена Дага Кофлина, који учи вештину мешања коктела и одређену животну филозофију, како градити односе са женама. Ствари иду узбрдо, Брајан бруси вештину пламена. Место где Брајан и Даг раде је веома популарно. Ипак, партнери се свађају, а да се не „раздвоје” девојка по имену Корал.
Прође неколико година. Брајан лети на Јамајку и наставља да ради као бармен у ресторану на плажи. Упознаје шармантну уметницу и хонорарну конобарицу Џордан. Почињу да се забављају и привлаче једно друго. Одједном, Даг се појављује на острвима. Верен је за Кери, богату жену. Даг предлаже Брајану да уради исто, да изабере богатог „клијента” и склопи уговорени брак. Чак бира и мету за Брајана - Бони, жену много старију од њега, али јасно са новцем. Препустивши се убеђивању, Брајан шармира Бони, али у најнеповољнијем тренутку Џордан се појављује у хотелској соби. Девојка прекида односе и у свим срцем лети за Њујорк.
Брајан схвата да је поступио подло и јури за њом. Налази је у великом граду. Постоји тешко објашњење, а девојка открива да је трудна од њега. Открива се да Џордан потиче из имућне породице. Њен отац жели да исплати Брајана, али момак одбија да прихвати новац. У овом тренутку, Брајан се поново сусреће са Дагом, који је сада шворц. Изгубио је сав новац на берзи и у потпуној фрустрацији пије се у несвести. Кери отворено флертује са Брајаном, али он одбацује узнемиравање, не намеравајући да задире у пријатељство. Када Брајан пронађе Дага, проналази га да је извршио самоубиство.
Након тога, Брајан одлучује да се поново састане са Џордан. Обећава јој да ће постати добар отац и потпуно се посветити породици. На крају се Брајан и Џордан венчавају. Брајанов сан се остварује, отвара свој бар.

## Улоге
| Глумац          | Улога               |
| --------------- | ------------------- |
| Том Круз        | Брајан Фланаган     |
| Брајан Браун    | Даглас 'Даг' Кофлин |
| Елизабет Шу     | Џордан Муни         |
| Лиса Бејнс      | Бони                |
| Лоренс Лакинбил | Ричард Муни         |
| Кели Линч       | Кери Кофлин         |
| Џина Гершон     | Корал               |
| Рон Дин         | Ујка Пет            |

## Зарада
- Зарада у САД - 78.222.753 $
- Зарада у иностранству - 93.282.028 $
- Зарада у свету - 171.504.781 $